# Aknalitsch

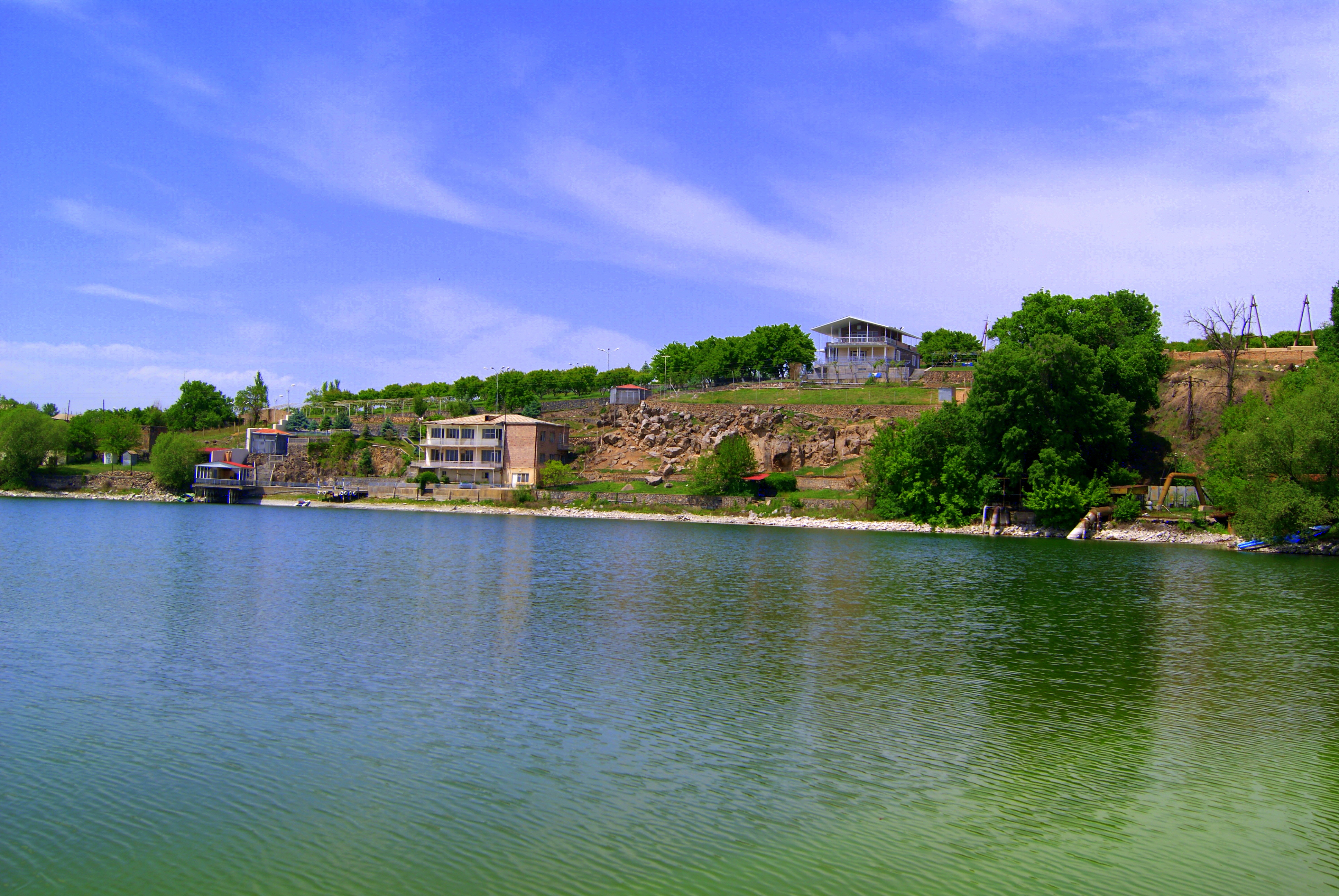
Der See, der auch als Akna (Ակնա) oder Ayger (Այգեր) bezeichnet wird, in Aknalitsch

Aknalitsch (armenisch Ակնալիճ) ist ein Dorf in der Provinz Armawir in Armenien. Das Dorf liegt an einem See östlich von Mezamor und ca. 24 km westlich von Jerewan. Außerdem liegt das Dorf an der Hauptstraße M5. Aknalitsch ist der Standort der einzigen jesidischen Tempel in Armenien. Der Ziyarat-Tempel wurde 2013 eingeweiht. Ein weiterer Tempel namens Quba Mêrê Dîwanê wurde 2019 eingeweiht.

## Bevölkerung
Zur Bevölkerung des Dorfes Aknalitsch zählen hauptsächlich armenische Jesiden, eine seit 2002 als ethnische Minderheit anerkannte Volksgruppe.

## Religion
Das Dorf besitzt den größten jesidischen Tempel der Welt, den 2019 eröffneten Quba-Mere-Diwane-Tempel, der Melek Taus gewidmet ist. Daneben existiert der sechs Jahre zuvor eröffnete kleinere Ziyarat-Tempel.

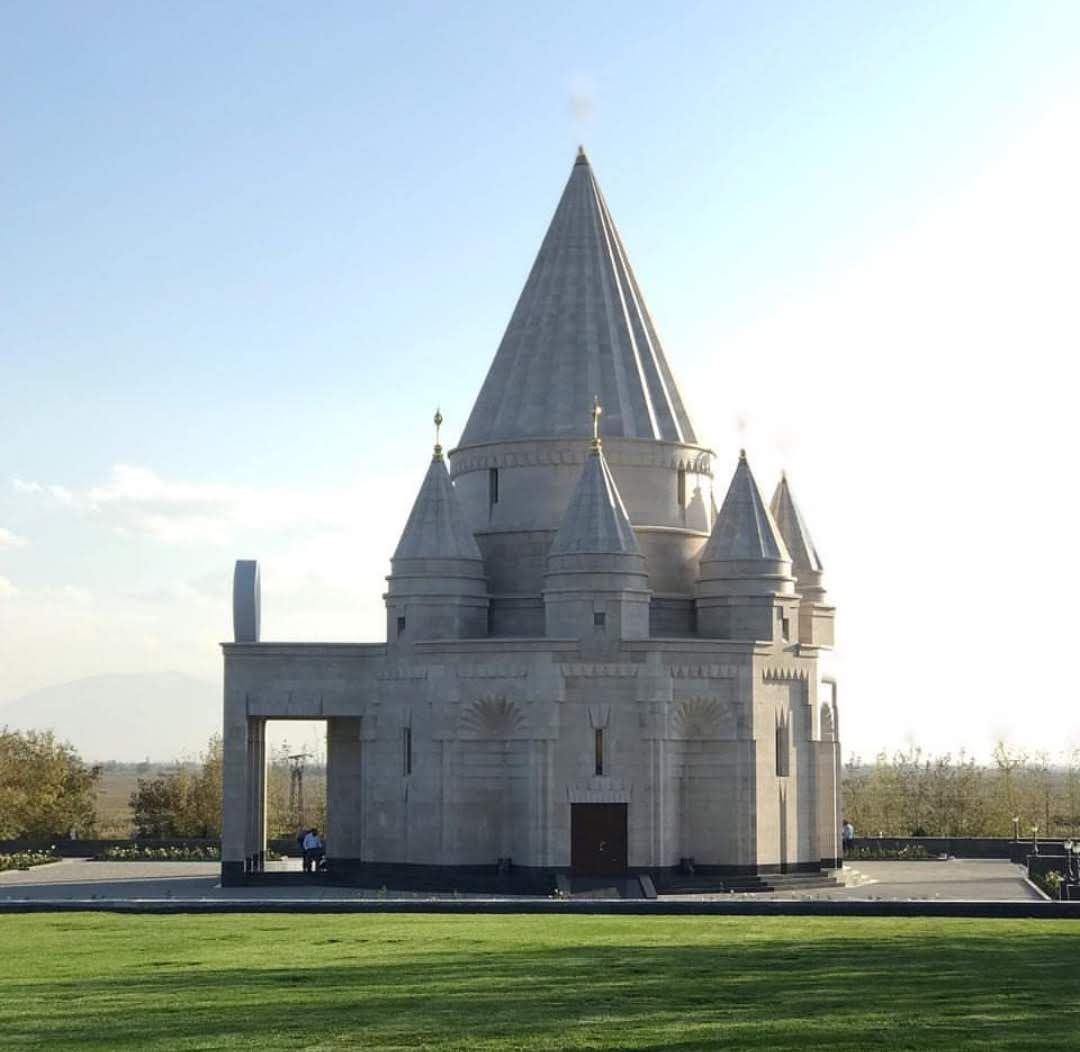
Quba-Mere-Diwane-Tempel
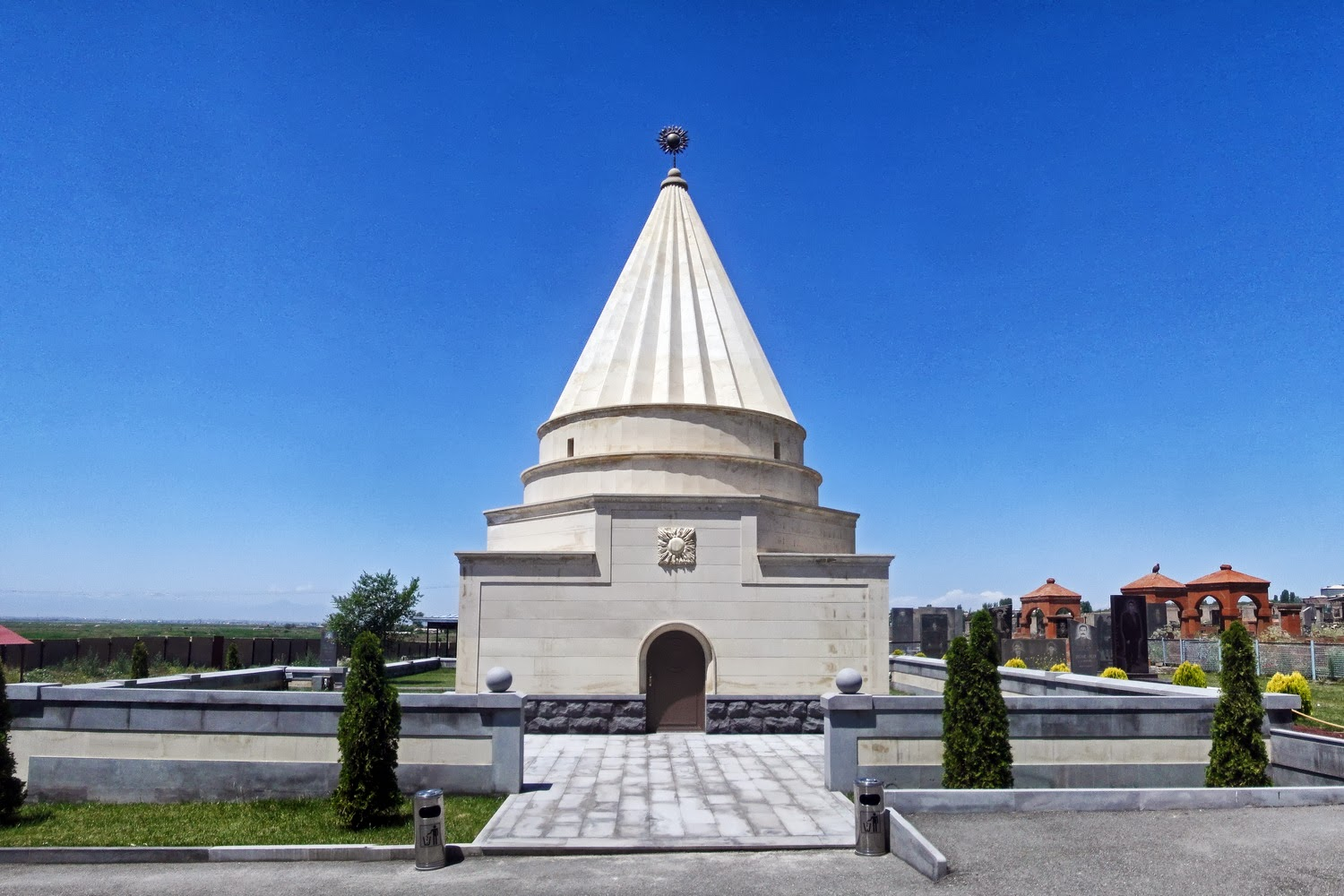
Ziyarat-Tempel